# Hirudinella ventricosa
Hirudinella ventricosa is een soort in de taxonomische indeling van de platwormen (Platyhelminthes). De worm is tweeslachtig en kan zowel mannelijke als vrouwelijke geslachtscellen produceren. De soort leeft in zeer vochtige omstandigheden. 
De platworm behoort tot het geslacht Hirudinella en behoort tot de familie Hirudinellidae. De wetenschappelijke naam van de soort werd voor het eerst geldig gepubliceerd in 1774 door Peter Simon Pallas.